# Chloraea heteroglossa
Chloraea heteroglossa es una especie de orquídea de hábito terrestre originaria de Chile.

## Descripción
Es una orquídea de tamaño medio que prefiere el clima fresco. Tiene hábito terrestre. Florece en la primavera en una inflorescencia erecta con varias flores.

## Distribución
Se encuentra en el centro de Chile en Valparaíso en  alturas de 400 a 1200 metros. 

## Sinonimia
- Asarca heteroglossa (Rchb.f.) Kuntze, Revis. Gen. Pl. 2: 652 (1891).[2]